# Aleksandr Abramov
Aleksandr Kuzmich Abramov (en ruso: Алекса́ндр Кузьми́ч Абра́мов; 26 de mayo de 1913 — 17 de mayo de 1993) fue un entrenador de fútbol soviético. Entrenó al Krylia Sovetov Samara durante varios periodos desde el final de la Segunda Guerra Mundial y se convirtió en uno de los primeros teóricos de lo que más tarde sería el estilo del catenaccio. Su estilo defensivo en el Krylia Sovetov fue conocido como el «Volga clip». Posteriormente entrenó a otros clubes de la primera división soviética como el Tractor Volgogrado, el Ararat Ereván o el Pakhtakor Tashkent.